# Mejna
Mejna (Mein, Meina, Meine) – pomorski herb szlachecki, herb własny rodziny Mejna.

## Opis herbu
Opis zgodnie z klasycznymi regułami blazonowania:
Tarcza sześciopolowa: w słup i dwukrotnie w pas. W klejnocie nad hełmem w koronie trzy pióra czaple lub trzy lilie albo proporce. Labry. Barwy nieznane.

## Najwcześniejsze wzmianki
Herb znany z pieczęci z lat 1591-1614 Wawrzyńca Mejny (Lorentz Meine), ławnika ziemskiego puckiego w latach 1591-1618.

## Herbowni
Mejna (Maine, Mein, Meina, Meine, Meyna, Mayn, Meÿnen) być może także z przydomkiem Gowiński (Gawiński, Gowinski) ponieważ Wawrzyniec Mejna był właścicielem Gowina.

### Rodzina Mejna
Drobna szlachta kaszubska być może pochodzenia niemieckiego. Najwcześniej wzmiankowana w 1588 roku. Znani są z jednym przydomkiem odmiejscowym - Gowiński.